# Merbes-Sainte-Marie
Merbes-Sainte-Marie est une section de la commune belge de Merbes-le-Château, située en Région wallonne dans la province de Hainaut.
C'était une commune à part entière avant la fusion des communes de 1977.

## Toponymie
L'appellation « Merbes » vient de maribaki, (Meerbeek a la même origine), qui signifie en germain le « ruisseau du marécage ». Le suffixe Sainte-Marie a jadis été ajouté pour la différencier de la localité de Merbes-le-Château et en référence à la paroisse dédiée à la Vierge Marie.

## Géographie
Le village est à cheval sur la région du Centre et la Thudinie.
Au niveau géologique, le sous-sol est constitué de glaise et d'argile. L'altitude du village est de 150 à 185 m.
Le ruisseau Braquet, affluent de la Sambre, naît à Merbes-Sainte-Marie.
L'activité principale est la culture agricole.

## Évolution démographique
- Sources : INS, Rem. : 1831 jusqu'en 1970 = recensements, 1976 = nombre d'habitants au 31 décembre.

## Histoire
Au Moyen Âge, l'existence du village est attestée à partir du XIIe siècle. Le village relevait au départ pour le spirituel de l'abbaye de Lobbes et relevait au temporel du comté du Hainaut et de la prévôté de Binche. Le chapitre ecclésiastique de Saint-Ursmer de Binche désignait le curé de la paroisse. On y trouvait un logis seigneurial. Plusieurs seigneuries se partageaient son territoire : la seigneurie du comte de Hainaut, celle de Noircarme dite de Maingoval, celle de Cuvillers de même que les fiefs d'Angre, de Vivier-Coulon et de Montreuil. 
Au XVIIe siècle, la seigneurie de Merbes-Sainte-Marie appartient à la famille d'Ysambart. Jacques-Félix d'Ysambart, seigneur de Merbes-Saint-Marie et gentilhomme de Maximilien de Bavière, électeur de Bavière, y décède en 1739 et son épouse, Adrienne Puissant en 1749.
Depuis la fusion des communes en 1977, la population de Merbes-Sainte-Marie a fortement augmenté (+ de 50 %).

## Liste de bourgmestres
- Jean Brongnet (1641) : mayeur.
- Louis Lacroix (1872-1891).
- Alphonse Decastiau (1892-1895)
- Edmond Decastiau (1896-1900)
- Edmond Demaret (1912-1920)
- Marius Bady ( -1932) : limonadier (parti libéral)
- Jules Rossignol (1933-1935) : négociant (parti libéral).
- Willy Piraux (1939) : agriculteur (parti libéral).
- Odon Devigne (1939 -1941) : parti socialiste
- Victor Meurant (1967-1969) : agriculteur (parti libéral).

## Patrimoine et folklore

### Patrimoine architectural

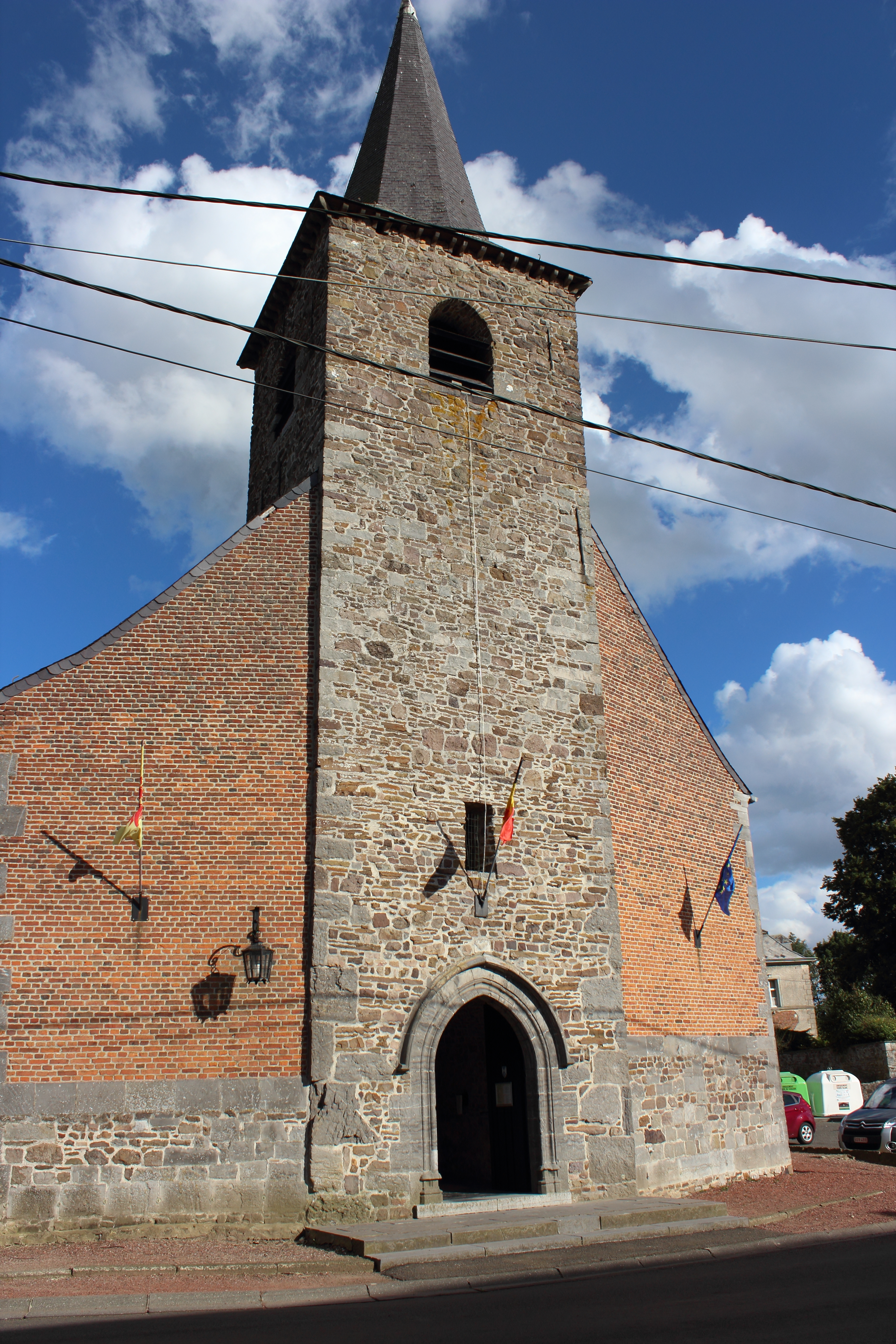
L'église.

L'église de la Sainte-Vierge (édifice classé) : la tour à caractère défensif, ornée de deux meurtrières, date probablement du début du XIIIe siècle. La nef du XVIe siècle est de style gothique hennuyer tardif et le chœur a été élevé au XVIIIe siècle. Le chevalier d'Ysambart est représenté sur un vitrail agenouillé devant la Vierge qui est la patronne locale. Deux écussons des familles de Lalaing et de La Plaine sont également visibles.

### Folklore
Le 15 août de chaque année a lieu la procession en l'honneur de l'Assomption de la Vierge Marie à laquelle l'église de Merbes-Sainte-Marie est dédiée. La statue de la Vierge de procession de Merbes-Sainte-Marie date de la toute fin du XIXe siècle.
Un carnaval est organisé à Merbes-Sainte-Marie notamment en costume de gilles par la Société Royale « Les Gais Amis et leurs Dames » qui a fêté en 2023 son centième anniversaire.